# 550 Senta
550 Senta è un asteroide della fascia principale del diametro medio di circa 37,75 km. Scoperto nel 1904, presenta un'orbita caratterizzata da un semiasse maggiore pari a 2,5895849 UA e da un'eccentricità di 0,2209363, inclinata di 10,11482° rispetto all'eclittica.
Senta è un personaggio dell'Olandese volante, opera di Richard Wagner.